# Білостоцьке гето
Білостоцьке гето — єврейське гето в Білостоці, створене нацистами у 1941 році і знищене у 1943 році. В гето існувало підпілля, яке 16 серпня 1943 року організувало відкрите збройне повстання.

## До створення гето
Білостоцьке гето було створене досить пізно, лише 26 липня 1941 року. Перший раз німці зайняли Білосток 15 вересня 1939 року, проте менш ніж через тиждень, на підставі попередніх домовленостей, німці передали Білосток Радянському Союзу і в місто увійшли частини Червоної Армії. Згодом місто увійшло до складу СРСР. 4 грудня 1939 Білосток став столицею області в складі БРСР.
Відразу після приєднання були скасовані або конфісковані багато єврейських фірм і підприємств, закриті єврейські політичні, громадські та навчальні організації. Більшість єврейських і польських «капіталістів» були заарештовані та вислані у віддалені райони країни. Одночасно у Білостоці розпочався наплив єврейських біженців з тих частин Польщі, які перші опинилися під німецькою окупацією. Вважається, що вже на початку 1940 року в місті могли перебувати від 50 до 60 тисяч осіб єврейської національності.
Німці заново зайняли Білосток 27 червня 1941 року і залишалися в ньому до 27 липня 1944. Але місто було оточене вже 22 червня 1941 р. Тому лише незначна кількість євреїв, не більше 200—300 осіб змогла евакуюватися з Білостока.
В перший день окупації, під час облави було схоплено велику кількість євреїв, які були замкнуті у Центральній синагозі. Входи в синагогу були забиті, будівля оточена німецькими солдатами. 28 червня 1941 німці «умиротворили» і спалили єврейський квартал «Ханайки», разом з будівлею Центральної синагоги, в якій згоріли 1000—2000 осіб (ця акція отримала назву «Червона п'ятниця» (пол. «Czerwony piątek»). Акція проводилася Поліційним батальйоном 309. Тоді загинуло близько 5000 євреїв. Врятуватися з будинку в полум'ї вдалося лише кільком особам, завдяки допомозі польського робітника.
3 липня 1941 року, на полях коло приміського села Петраши, німці провели масову екзекуцію єврейської інтелігенції. Тоді було вбито близько 300 осіб. Така екзекуція над єврейськими чоловіками відбулася і 12 липня — вбито від 2 до 5 тис. осіб (акція отримала назву «Чорна субота» (пол. «Czarna sobota»).

## Створення гето

Білостоцьке гето, 1941—1943
1 - огорожа гето
2 - брама
3 - заводські території
4 - будівля гестапо
5 - будівля Юденрату

26 липня 1941 р. у місті було створено гето, у якому поміщено від 40 до 60 тисяч євреїв з міста та околиць. Створений юденрат, який складався з 12 членів, спочатку на чолі з доктором Гедалією Роземанном. Менш ніж через місяць створено новий юденрат, на чолі з колишнім заступником Роземанна, підприємцем з Волковиська, Ефраїмом Барашем. 1 серпня 1941 року гето зробили закритим, без можливості його покинути. Розташовувалося гето між вулицями Липовою, Преязд, Поліською та Сенкевича, було обнесено стіною з трьома виїзними воротами, які охоронялися. На пропускних пунктах стояли німецькі та українські поліціянти. Східна і Західна частини гето були розділені долиною річки Білої.

## Експлуатація в'язнів

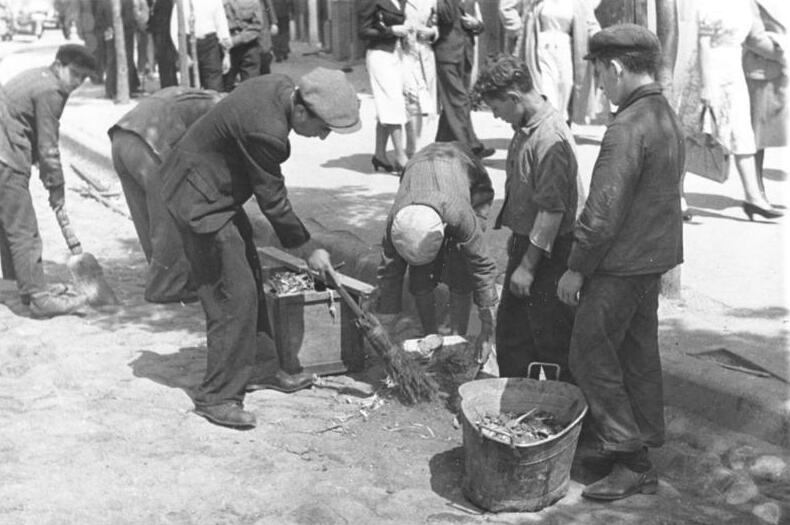
Робота в гето. Білосток.

Фактичний керівник гето Ефраїм Бараш вважав, що віддалити його ліквідацію може тільки масштабне виробництво необхідних німцям товарів. Тому незабаром у Білостоцькому гето з'явилося понад двадцять заводів, на яких виробляли військову і текстильну продукцію. Німецьке командування планувало провести першу депортацію білостоцьких євреїв у листопаді 1942 року, але його висока продуктивність змусила нацистів відстрочити свої плани.
Всі жителі гето від 15 до 65 років зобов'язані були працювати на фабриках створених німцями. Близько 2 тисяч осіб працювали на юденрат, як по його обслуговуванню, так і на тих фабриках, що знаходяться на території гето текстильних та заводі з ремонту озброєння для німців. Подібно як і в інших місцях, члени юденрата вірили, що тільки виробнича праця на користь німців може врятувати гето від знищення, а людей від загибелі. Крім офіційної продукції для німців вироблялися також товари для мешканців самого гето. Всі євреї Білостока зобов'язані були носити розпізнавальний знак — жовті зірки на спині й грудях, за межами гето євреї зобов'язані були ходити тільки по бруківці і тільки в складі робочих колон у супроводі німців.
У квітні 1943 р. на підприємствах і у майстернях в самому гето працювало 14'250 осіб, за межами гето — 2,7 тис. Зарплата євреїв становила 40–50 % від зарплати робітників інших національностей. Але робітники отримували лише половину цієї суми, решта грошей в основному йшли на потреби міського бюджету. Лише незначна частина цієї суми надходила на рахунки юденрата. Узимку 1941–42 рр. жителі гето, які не працювали, отримували по 200 грамів хліба на день, що працювали поза межами гето — 230 грамів, а ті що працювали всередині гето — 500 грамів. Але влітку 1942 р. норма для тих, що працювали в гето, була знижена до 375 грамів, а з листопада 1942 р. — до 300 грамів.
Перший рік існування гето був відносно спокійним, не рахуючи того, що на пограбованих і так мешканців гето були накладені тяжкі контрибуції і податки. Через постійну нестачу продуктів, в гето була створена мережа кухонь. (Юденрат також організував пункти харчування для бідних, два шпиталі, 3 аптеки, пункт першої допомоги, 2 школи й дит. сад. Близько двохсот чоловіків служили у спеціально створеній для гето єврейській поліції.

## Депортації та знищення в'язнів

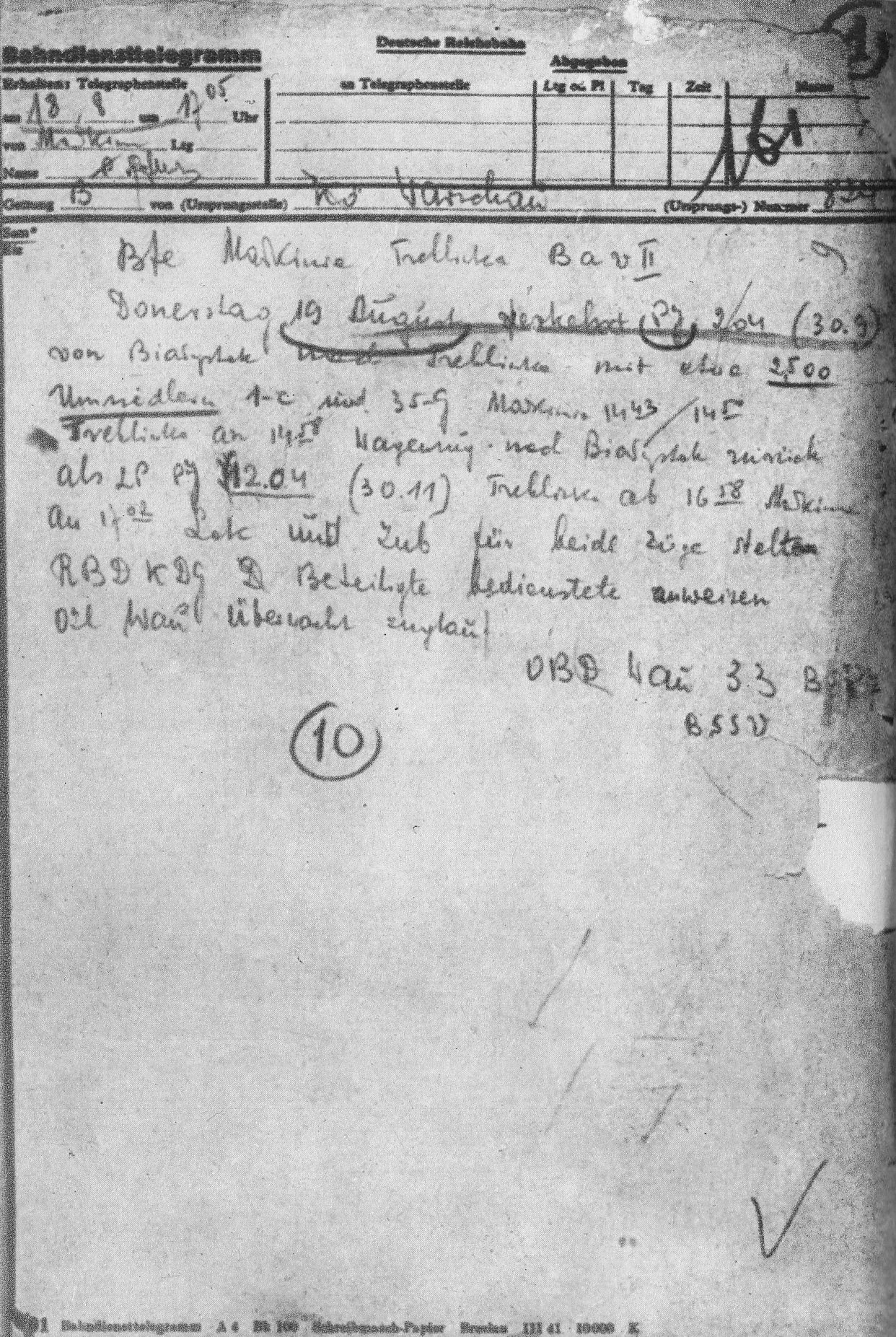
Телеграма від Deutsche Reichsbahn (DRB) про останній транспорт для євреїв із 35 вантажними вагонами від Білостоку до табору знищення Треблінка, що від'їздив 18 серпня 1943 р. Це був останній поїзд смерті до закриття табору

У вересні, жовтні 1941 року 5—6 тисяч євреїв вивезено з Білостоку до гето у Пружанах, де вони загинули у січні 1943 року, під час ліквідації Пружанського гето.

## Спротив
З листопада 1941 року у гето почав створюватися організований спротив. У березні 1942 р. був створений «Об'єднаний антифашистський блок», до нього увійшли комуністи на чолі з унтерофіцером польської армії Д. Мошковичем (1905—1943), представники Ха-Шомер ха-цаїр на чолі з Хайкой Гроссманом і ліва частина Бунда на чолі з Е. Бораксом. У істориків ця організація отримала назву «Блок А». На початку 1942 р. у гето був створений рух правого крила Бунда, сіоністської організації Дрор і ряду інших сіоністських рухів — «Блок B». Організацію очолив М. Тененбаум (Тамаров). На відміну від багатьох інших повстань, у Білостоку сили Спротиву підтримував керівник юденрата Ефраїм Бараш. До весни 1943 р. рух у гето підтримував зв'язок з варшавською Єврейською бойовою організацією, з гето у Вільно, і з партизанським загоном «Юдіти», який діяв у лісах з грудня 1942. У лютому 1943 р. єврейський Спротив отримав допомогу у вигляді зброї, медикаментів, мап та розвідувальної інформації від німецького антифашистського руху.
Перші озброєні сутички у гето були під час акції депортації 5—12 лютого 1943. Після лютневих боїв підпільники почали розуміти що розділення сил Спротиву на два блоки йде всупереч інтересам справи. Об'єднання йшло туго: заважали як ідеологічна зашореність комуністів, так і традиційна недовіра до них  від їх давніх противників. У результаті було створене об'єднане командування всіх підпільників.
На початку серпня 1943 року німці прийняли рішення про остаточну ліквідацію Білостоцького гето. У ніч з 15 на 16 серпня гето було оточене трьома кільцями німецьких військ, які складатися з підрозділів німецької жандармерії, трьох спеціальних поліційних батальйонів (два з котрих були українськими), частин СС і підрозділів вермахту. Війська мали польову артилерію, танки, бронемашини й літаки. У ніч на 16 серпня німецькі війська зайняли фабрики гето, вранці 16 серпня у гето були повішані оголошення, у яких населенню наказували зібратися у вказаних місцях, буцімто для подальшого переселення у Люблін.
16 серпня 1943 року у гето почалося озброєне повстання. У повстанні брали участь всього приблизно 300 людей, так як озброєння повстанців було слабким і його могло вистачити лишень для такої кількості бійців. У них було 25 карабінів і сотня гвинтівок, кілька автоматів та один кулемет. Була також зброя кустарного виробництва, невелика кількість «коктейлів Молотова» і трохи гранат. Інші бійці озброювалися сокирами, штиками, косами, тощо.
Були створені зміцнені бункери і два штаба по керуванню повстанням. Перший у бункері по вулиці Теплій перебував головний штаб повстанців на чолі з керівниками М. Тененбаумом і Д. Мошковичем. Другий штаб був створений у центрі гето, його очолювали З. Зильберберг і Й. Каве (1897—1944).
Невелика група повстанців п'ять днів вела бої проти понад трьох тисяч німців і української поліції, які діяли за підтримки танків, артилерії і авіації. За даними «Жеготи» у гето було знищено біля ста німецьких і українських вояків і поліцаїв, ще кілька сотень було поранено.

## Пам'ять

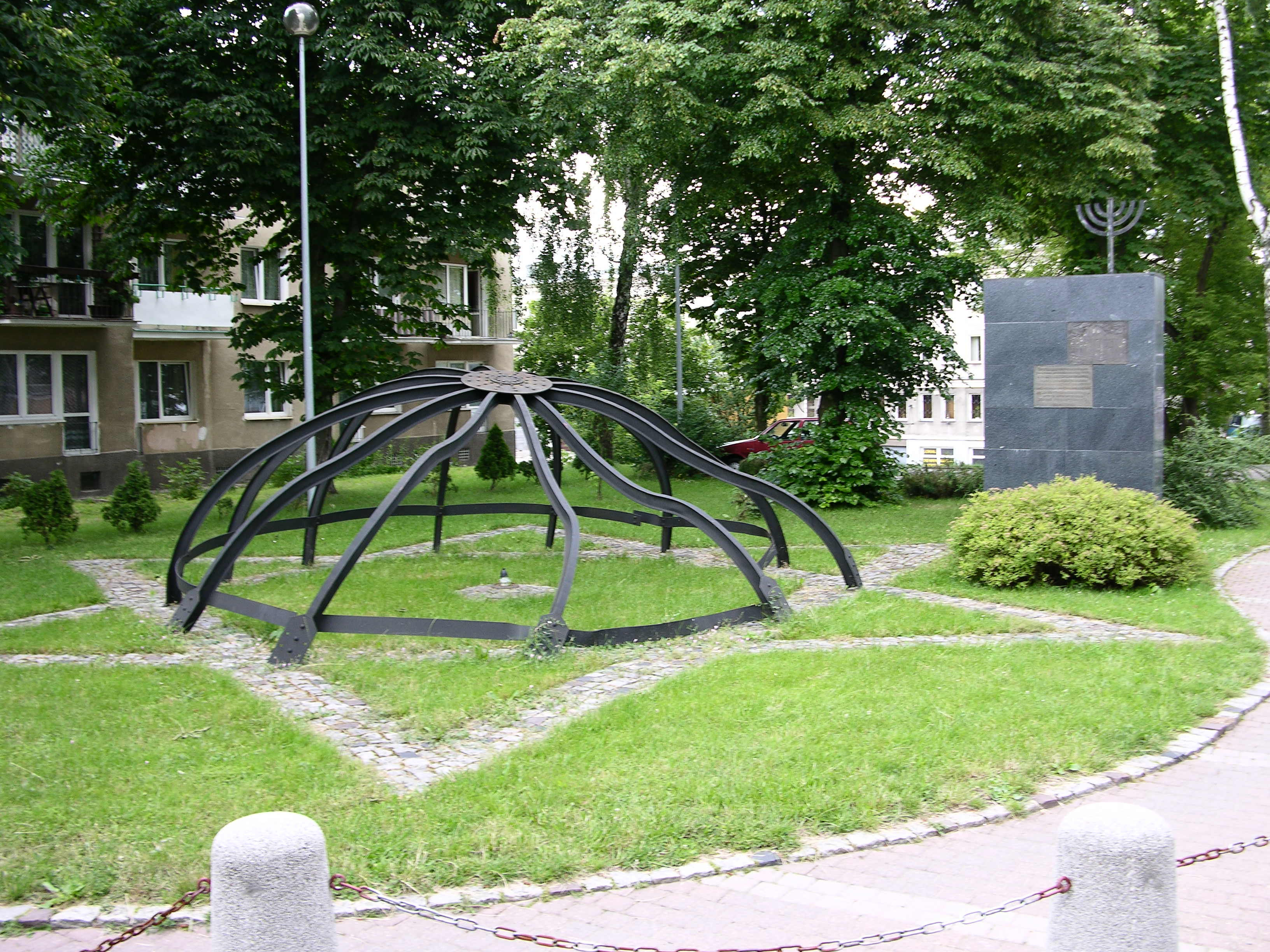
Меморіал на місці Білостоцької великої синагоги

У 1947 році в пам'ять про бійців повстання у Білостоцькому гето був зведений обеліск.
У серпні 1995 року на місці Великої синагоги у Білостоку було встановлено металевий купол зруйнованої будівлі і меморіальну дошку присвячену жертвам знищення.
На меморіальній дошці є напис: «Наше чудове святилище стало жертвою полум'я 27 червня 1941 року. 2000 євреїв були спалені живими в ньому німецькими нацистськими вбивцями».
Ще один пам'ятник присвячений жертвам гето.

## Відомі в'язні гето
- Мордехай Тененбаум — керівник повстання у Білостоцькому гето[11].
- Даніель Мошкович[pl] — комуніст, заступник керівника повстання[12].
- Ефраїм Бараш[pl] — голова білостоцького юденрата[12].
- Самуель Писар[en] — письменник, юрист, правозахисник[13].